# Lake Agnes (Colorado)
Der Lake Agnes ist ein Bergsee in Colorado. Er liegt auf 3251 Metern Höhe, nördlich des Mount Mahler.